# Kónya Zoltán
Kónya Zoltán (Budapest, 1971. január 10. –) Gábor Dénes-díjas magyar kémikus, egyetemi tanár, a Magyar Tudományos Akadémia levelező tagja. A Szegedi Tudományegyetem tudományos és innovációs rektorhelyettese. Kutatási területe: nanoszerkezetek, anyagtudomány, környezeti kémia.

## Életrajz
Középiskolai tanulmányait 1985 és 1989 között a szegedi Radnóti Miklós Kísérleti Gimnáziumban végezte. 1994-ben okleveles vegyész, 1997-ben okleveles környezetvédő szakmérnök diplomát szerzett a szegedi József Attila Tudományegyetemen. 1997-ben védte meg PhD disszertációját („Halogéntartalmú vegyületek adszorpciója és reakciója zeolitokon”), témavezetője Prof. Kiricsi Imre volt. 2005-ben habilitált, 2011 óta az MTA doktora; dolgozatának címe: „Összetett nanoszerkezetek készítése, jellemzése és néhány felhasználási lehetősége”.
1998-tól a szegedi József Attila Tudományegyetem Alkalmazott Kémiai Tanszékén kezdett dolgozni egyetemi tanársegédi, 2002-től egyetemi adjunktusi, 2005-től egyetemi docensi, majd 2012-től egyetemi tanári beosztásban. Jelenleg a Szegedi Tudományegyetem tudományos és Innovációs rektorhelyettese, ill. az Alkalmazott és Környezeti Kémiai Tanszék tanszékvezető egyetemi tanára. 2025-ben a Magyar Tudományos Akadémia levelező tagjává választották.
Számos alkalommal töltött rövidebb-hosszabb időt nemzetközileg elismert külföldi laboratóriumokban. 1997-től 2000-ig Prof. B. Nagy János kezei alatt dolgozott Namurben, Belgiumban, ahol szén nanocsövek szintézise és vizsgálata területen végzett kutatásokat. 2001-től egy évet töltött Berkeley-ben (USA) Prof. Gábor A. Somorjai laboratóriumában, ahol alak- és méretkontrollált fém nanorészecskék szintézise, jellemzése és felhasználása volt a kutatási témája. Rövidebb tanulmányutakat tett még pl. Houstonban (Rice University, Prof. Pulickel M. Ayajan), Cagliariban (University of Cagliari, Prof. Anna Corrias), Bakuban (Baku State University, Prof. Mustafa B. Muradov), Ouluban (University of Oulu, Prof. Krisztián Kordás), és Erlangenben (University of Erlangen-Nürnberg, Prof. Hans-Peter Steinrück).
Kónya Zoltán szűkebb szakterülete a nanoszerkezetű anyagok kémiája és a környezeti kémia. Kutatásainak célja elsősorban az, hogy munkatársaival olyan új tulajdonságú anyagokat állítsanak elő és minősítsenek, melyekkel a nanotechnológia és a környezettechnika területén majd áttörés érhető el a magas szellemi hozzáadott értéket tartalmazó termékek előállításában. Nemzetközileg elismert kutató a nanoszerkezetek, és azon belül is a szén nanocsövek előállítása, jellemzése, módosítása és alkalmazása területén. Eredményeit eddig >500 nemzetközi (SCI) folyóiratban megjelent tudományos közleményben publikálta társszerzőivel. Ezek összesített hatástényezője (impact factor) meghaladja a 2000-et, a független hivatkozások száma több, mint 14000, h-indexe 63 (SCOPUS). Az elmúlt években jellemzően egydimenziós és inverz egydimenziós szerkezetek szintézisével, jellemzésével és felhasználásával foglalkozott.
Számos alkalommal tartott konferencia és szemináriumi előadásokat meghívott előadóként külföldi egyetemeken; néhány a teljesség igénye nélkül: 2015: Univ. Oulu, Rice Univ., Dubai; 2014: Univ. Erlangen, NANOSMAT-USA 2014 Houston, Univ. Novi Sad; 2013: Univ. Oulu, Brüsszel; 2011: Baku State Univ.; 2010: Berkeley Univ.; 2009: UPV-EHU; 2008: Univ. Gent; 2006: NanoVed’2006 Slovakia; 2004: San Francisco; 2003: SPIE Las Palmas 2000: NATO-ASI Budapest; 1999: Univ. Nantes, Stuttgart; 1998: Univ. Szöul, Univ. New Delhi. Vendégszerkesztője volt az Appl. Catal. A egy különszámának (Special Issue on Catalytic Dehalogenation, Appl. Catal. A 272(1-2) 2004).
Rendszeresen oktat minden felsőoktatási képzési szinten, szakdolgozatot/diplomamunkát (több, mint 60 hallgatónak volt eddig témavezetője) és doktori kutatásokat vezet. Irányítása alatt témavezetőként/társtémavezetőként eddig 22 PhD disszertáció született és 6 van megírás alatt; jelenleg 4 doktorandusz hallgatója van. A SZTE-n 2010-ben indult molekuláris bionika BSc szak szakfelelőse. Az SZTE Környezettudományi Doktori Iskolájának vezetője.
Nemzetközi konferenciák aktív szervezője és résztvevője; a szegedi SIWAN (Szeged International Workshop on Advances in Nanoscience – http://www.siwanconferences.com/) konferencia sorozat főszervezője. Számos kiemelkedő szakfolyóirat (pl. Chem. Mater., J. Phys. Chem. B-C, Langmuir, Appl. Catal. A-B, Nanotechnology, …) rendszeres bírálója. A Catalysis Letters és a Topics in Catalysis folyóiratok szerkesztőbizottságának a tagja. Rendszeres bírálója pályázati forrásoknak, pl. OTKA, ERASMUS, Croatian, Serbian and Romanian Science Foundations, stb.

## Tanulmányai (válogatás)
- Co4N/nitrogen-doped graphene: a non-noble metal oxygen reduction electrocatalyst for alkaline fuel cells, Társszerzőkkel, APPLIED CATALYSIS B-ENVIRONMENTAL 237 pp. 826-834. , 9 p. (2018)
- Damage-tolerant 3D-printed ceramics via conformal coating, Társszerzőkkel, SCIENCE ADVANCES 7 : 28 Paper: eabc5028 , 10 p. (2021)
- Exploiting a Silver–Bismuth Hybrid Material as Heterogeneous Noble Metal Catalyst for Decarboxylations and Decarboxylative Deuterations of Carboxylic Acids under Batch and Continuous Flow Conditions, Társszerzőkkel, GREEN CHEMISTRY 23 pp. 4685-4696. , 12 p. (2021)
- Chronic responses of aerobic granules to the presence of graphene oxide in sequencing batch reactors, Társszerzőkkel, JOURNAL OF HAZARDOUS MATERIALS 389 Paper: 121905 , 11 p. (2020)
- Atomic scale characterization and surface chemistry of metal modified titanate nanotubes and nanowires, Társszerzőkkel, SURFACE SCIENCE REPORTS 71 : 3 pp. 473-546. , 74 p. (2016)
- Core–shell nanoparticles suppress metastasis and modify the tumour-supportive activity of cancer-associated fibroblasts, Társszerzőkkel, JOURNAL OF NANOBIOTECHNOLOGY 18 : 1 Paper: 18 , 19 p. (2020)
- Microcomputed tomography–based characterization of advanced materials: a review, Társszerzőkkel, MATERIALS TODAY ADVANCES 8 Paper: 100084 , 13 p. (2020)
- Impact of the morphology and reactivity of nanoscale zero-valent iron (NZVI) on dechlorinating bacteria, Társszerzőkkel, WATER RESEARCH 95 pp. 165-173. , 9 p. (2016)
- Structure independent proton transport in cerium(III) phosphate nanowires, Társszerzőkkel, ACS APPLIED MATERIALS & INTERFACES 7 : 18 pp. 9947-9956. , 10 p. (2015)

## Díjai, elismerései
- MKE Nívódíj (1994)
- Bolyai János kutatási ösztöndíj (2000, 2004)
- Polányi Mihály Ifjúsági Díj (2003)
- SZTE TTIK Tudományos Díj (2013)
- Mestertanár Aranyérem OTDT (2015)
- MTA Pungor Ernő Díj (2015)
- George Hevesy Award (GDCh) (2017)
- MTA Szabadalmi Nívódíj[3] (2018)
- Gábor Dénes-díj (2018)
- Magyar Érdemrend Tisztikereszt polgári tagozat kitüntetés[4] (2019)